# Łaszów
Łaszów – wieś w Polsce, położona w województwie małopolskim, w powiecie proszowickim, w gminie Pałecznica.
| SIMC    | Nazwa    | Rodzaj    |
| ------- | -------- | --------- |
| 0259525 | Podgórze | część wsi |

W latach 1975–1998 miejscowość administracyjnie należała do województwa kieleckiego.